# 佐藤安弘
佐藤安弘（日语：／ Sato Yasuhiro */?，1936年2月7日—2020年1月24日），日本企业家，麒麟啤酒株式会社原社长。

## 生平
東京都出身。1958年4月从早稻田大学毕业后，进入麒麟啤酒工作。曾在财务部门和经营计划部门任职。1992年3月任常务董事，1995年3月任执行董事。1996年3月任社长。2001年3月改任会長。2004年3月任顾问。
2020年1月24日晚10时45分因冠狀動脈疾病在東京都的一家医院去世。